# Haardter Kirche

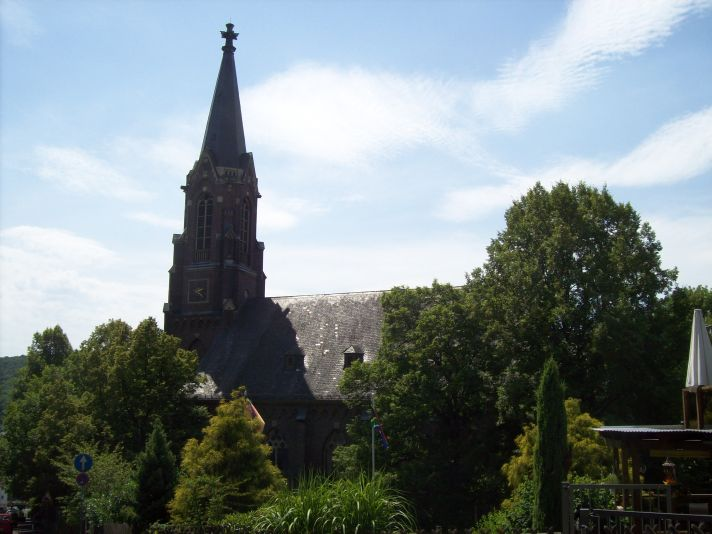
Haardter Kirche

Die Haardter Kirche ist eine evangelische Kirche im Siegener Stadtteil Weidenau, die unter Denkmalschutz steht. Der erste Spatenstich zu ihren Bau erfolgte am 25. März 1882, die Einweihung wurde am 31. Oktober 1883 gefeiert. Sie ist die größte Kirche Südwestfalens, ihre Baukosten betrugen 160.000 Mark.
Ursprünglich war der Kirchenbau auf dem Haardter Köpfchen geplant worden, als ehemaliger Hauberg ließ dieses Gelände jedoch rechtlich keine Bebauung zu. Die Ortsangabe Haardt verschwand 1888 im Zuge einer kommunalen Neuordnung aus dem amtlichen Sprachgebrauch.
Die Kirche wurde im Zweiten Weltkrieg stark beschädigt. Zwar waren keine direkten Bombentreffer zu verzeichnen, der Luftdruck nahegelegener Detonationen sowie Artilleriefeuer verursachten aber erhebliche Schäden.
Nach dem Krieg wurde die Kirche instand gesetzt, so dass 1951 wieder ein Festgottesdienst darin abgehalten werden konnte.
Die derzeitige Sitzplatzkapazität im Kirchenschiff und auf den Emporen beträgt 874 Sitzplätze.

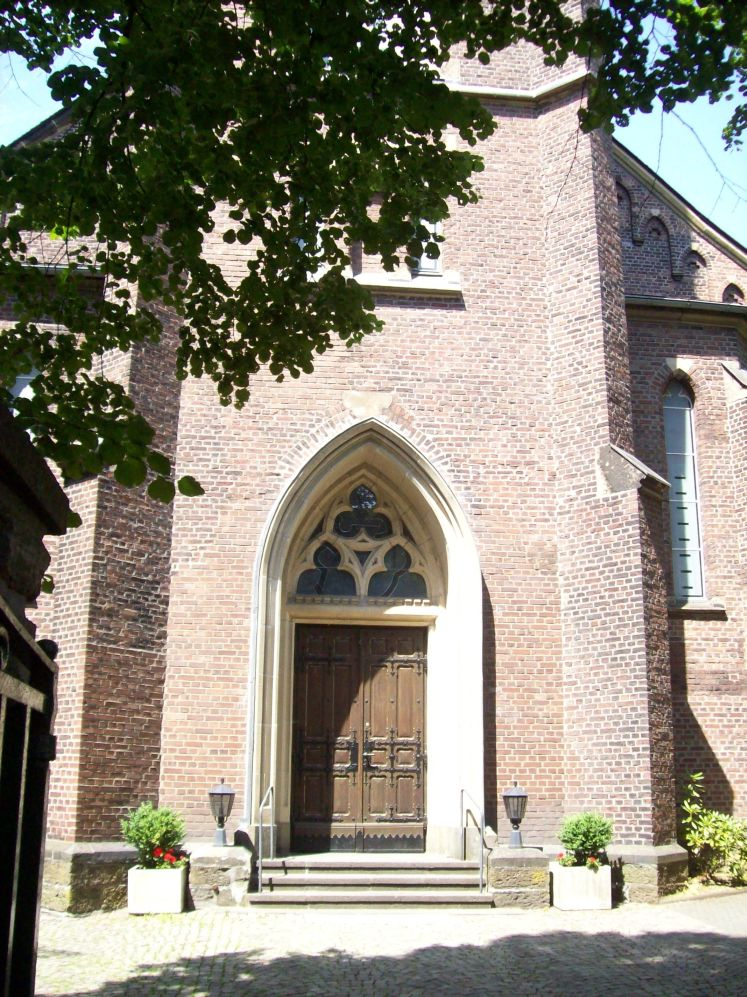
Portal der Haardter Kirche
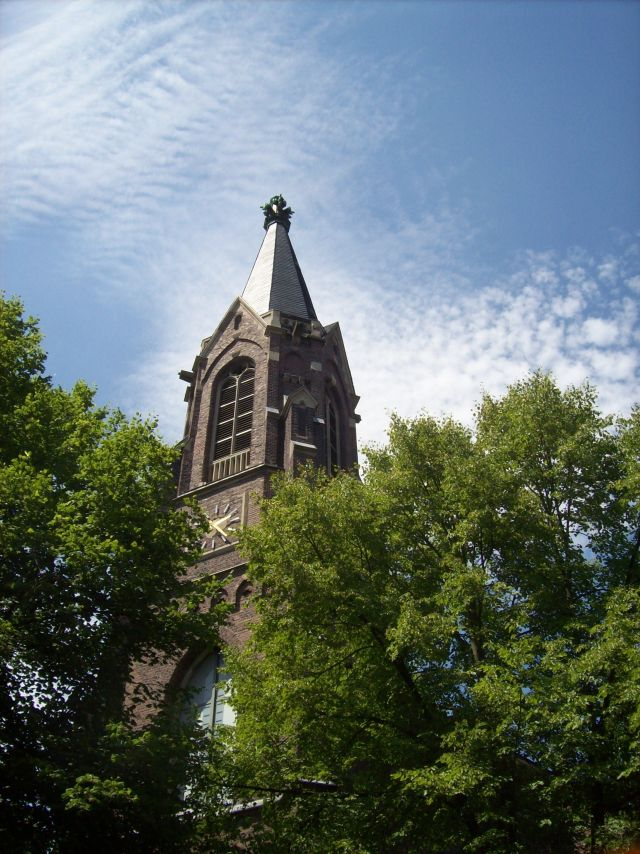
Turm der Haardter Kirche